# 潭丘乡
潭丘乡，是中华人民共和国江西省吉安市新干县下辖的一个乡镇级行政单位。

## 行政区划
潭丘乡下辖以下地区：
潭丘社区、潭丘村、南山村、双溪村、蔡家村、曾家陂村、大塘村、庙前村、璜陂村和中洲村。